# سرو پیلگر
سرو پیلگر (نام علمی: Pilgerodendron uviferum) نام یک گونه از خانواده سرویان است.